# USAC National Championship 1976
USAC National Championship 1976 var ett race som vanns av Gordon Johncock.

## Delsegrare
| Bana             | Vinnare           |
| ---------------- | ----------------- |
| Phoenix          | Bobby Unser       |
| Trenton          | Johnny Rutherford |
| Indianapolis 500 | Johnny Rutherford |
| Milwaukee        | Mike Mosley       |
| Pocono           | Al Unser          |
| Michigan         | Gordon Johncock   |
| Texas World      | A.J. Foyt         |
| Trenton          | Gordon Johncock   |
| Milwaukee        | Al Unser          |
| Ontario          | Bobby Unser       |
| Michigan         | A.J. Foyt         |
| Texas World      | Johnny Rutherford |
| Phoenix          | Al Unser          |

## Slutställning
| Plats | Förare            | Poäng |
| ----- | ----------------- | ----- |
| 1     | Gordon Johncock   | 4240  |
| 2     | Johnny Rutherford | 4220  |
| 3     | Wally Dallenbach  | 3125  |
| 4     | Al Unser          | 3020  |
| 5     | Mike Mosley       | 2120  |
| 6     | Bobby Unser       | 2080  |
| 7     | A.J. Foyt         | 1720  |
| 8     | Tom Sneva         | 1570  |
| 9     | Mario Andretti    | 1200  |
| 10    | Johnny Parsons    | 980   |
| 11    | Roger McKluskey   | 955   |
| 12    | Pancho Carter     | 920   |